# Bostrodes sagittaria
Bostrodes sagittaria är en fjärilsart som beskrevs av W. Warren 1912. Bostrodes sagittaria ingår i släktet Bostrodes och familjen nattflyn. Inga underarter finns listade i Catalogue of Life.